# Caryobruchus gleditsiae
Caryobruchus gleditsiae är en skalbaggsart som först beskrevs av Carl von Linné 1767.  Caryobruchus gleditsiae ingår i släktet Caryobruchus och familjen bladbaggar. Inga underarter finns listade i Catalogue of Life.

## Bildgalleri

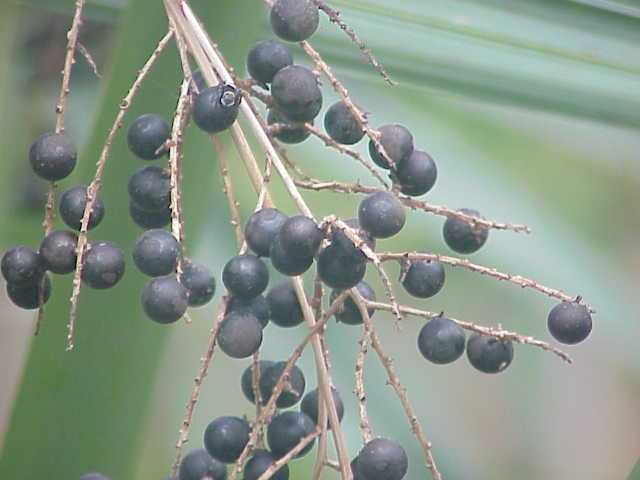